# Rhyacophila betteni
Rhyacophila betteni är en nattsländeart som beskrevs av Yong Ling 1938. Rhyacophila betteni ingår i släktet Rhyacophila och familjen rovnattsländor. Inga underarter finns listade i Catalogue of Life.